# Peter Lovsin
Peter Lovšin, (także Pero Lovšin) (ur. 27 czerwca 1955 w Lublanie) – słoweński socjolog, tekściarz, kompozytor i wokalista.

## Życiorys
Ukończył Gimnazjum Moste w Lublanie. W roku w 1980 ukończył studia na Uniwersytecie Lublańskim na wydziale socjologii, nauk politycznych i dziennikarstwa, gdzie obronił pracę pod tytułem „Pornografia – zjawisko społeczne” („Pornografija – družbeni pojav”). Do roku 1997 pracował jako dziennikarz, redaktor i reporter. Później – jako samodzielny działacz kulturalny.

## Kariera muzyczna
W roku 1977 razem z socjologiem Gregorem Tomcem założył punkrockowy zespół Pankrti, który działał do roku 1987. Zanim rozpoczął samodzielną działalność muzyczną, współpracował jeszcze z zespołem Sokoli. Razem z Vlado Kreslinem i Zoranem Predinem w roku 2000 nagrał piosenkę – hymn dla reprezentacji Słowenii w piłce nożnej pt. „Slovenija gre naprej”.

## Dyskografia (po zakończeniu działalności grupyPankrti)
Na podstawie Discogs:

### Z grupą Sokoli
Na podstawie Discogs.com:
- 1989 Bitka za ranjence
- 1990 Marija pomagaj
- 1992 Satan je blazn zmatran

kompilacje:
- 1994 88–93
- 2022 Peter Lovšin & Sokoli – Helidonova leta

### Albumy solowe
- 1993 Peter Lovšin & Vitezi O'bložene mize – Hiša nasprot sonca
- 1995 Peter Lovšin & Vitezi Om'a – Dolina kraljic
- 1997 Zadnji križarski pohod
- 1999 Dan odprtih vrat
- 2001 Izlet
- 2003 Tečaj romantike
- 2010 Hudičev sod
- 2012 Peter Lovšin & Španski borci – Za spremembo
- 2017 Območje medveda

### Kompilacje
- 1998 Peter Lovšin & KUD Idijoti – Osmi sekretar SKOJ-a 88–98
- 2000 Slovenija gre naprej
- 2005 Vse najboljše
- 2022 Zvezda park (Kolekcija 21)